# Ambatomainty
Ambatomainty – miasto i gmina (kaominina), będące stolicą dystryktu Ambatomainty, w regionie Melaky na Madagaskarze.

## Geografia
Miejscowość położona jest między rzekami Mahavavy na wschodzie, a Ranobe na zachodzie. Około 13 km na północny zachód znajduje się lotnisko Ambatomainty.